# Monika Fludernik
Monika Fludernik (* 6. März 1957 in Graz) ist eine österreichische Anglistin und Literaturwissenschaftlerin.

## Leben
Monika Fludernik absolvierte ihr Studium an der Universität Graz, wo sie 1982 bei Franz Karl Stanzel promoviert wurde. Gefördert durch ein Erwin-Schrödinger-Stipendium verbrachte sie 1987/1988 ein Auslandsjahr in Harvard. 1992 habilitierte sie sich an der Universität Wien mit einer Schrift über Rede- und Gedankendarstellung. Seit 1994 hat Monika Fludernik den Lehrstuhl für Englische Literatur an der Albert-Ludwigs-Universität Freiburg inne. Sie war von 1995 bis 1996 Prodekan der Philosophischen Fakultät und Dekan von 1999 bis 2000. Rufe an die Universität Wien (1999) und Freie Universität Berlin (2010) lehnte sie ab. Seit 2000 ist sie korrespondierendes Mitglied der Österreichischen Akademie der Wissenschaften, seit 2008 ordentliches Mitglied der Academia Europaea, seit 2023 Mitglied der American Philosophical Society.
Weiterhin war sie Sprecherin des Sonderforschungsbereiches 541 Identitäten und Alteritäten. Die Funktion von Alterität für die Konstitution und Konstruktion von Identität, der von 1997 bis 2003 gefördert wurde.
Fludernik leistete wichtige Beiträge zur Erzähltheorie. Darüber hinaus hat sie auch in den Feldern postkoloniale Literaturtheorie, Literatur des 18. Jahrhunderts, Law and Literature Studies und über Muße im Rahmen des SFB 1015 geforscht. 2001 wurde sie für ihre Arbeit in der Erzählforschung mit dem Landesforschungspreis Baden-Württemberg ausgezeichnet.

## Veröffentlichungen
- The Fictions of Language and the Languages of Fiction. The Linguistic Representation of Speech and Consciousness. Routledge, London u. a. 1993, ISBN 0-415-09226-4.
- Towards a ‘Natural’ Narratology. Routledge, London u. a. 1996, ISBN 0-415-12482-4.
- Echoes and Mirrorings. Gabriel Josipovici’s Creative Oeuvre. Lang, Frankfurt am Main u. a. 2000, ISBN 3-631-36275-7.
- Einführung in die Erzähltheorie. Wissenschaftliche Buchgesellschaft, Darmstadt 2006, ISBN 3-534-16330-3 (2. Auflage, als: Erzähltheorie. Eine Einführung. ebenda 2008, ISBN 978-3-534-21541-6; 4., erneut durchgesehene Auflage. ebenda 2013, ISBN 978-3-534-29920-1).
- Metaphors of Confinement. The Prison in Fact, Fiction, and Fantasy. Oxford University Press, Oxford 2019, ISBN 978-0-19-884090-9.